# Prostitutie in Leeuwarden

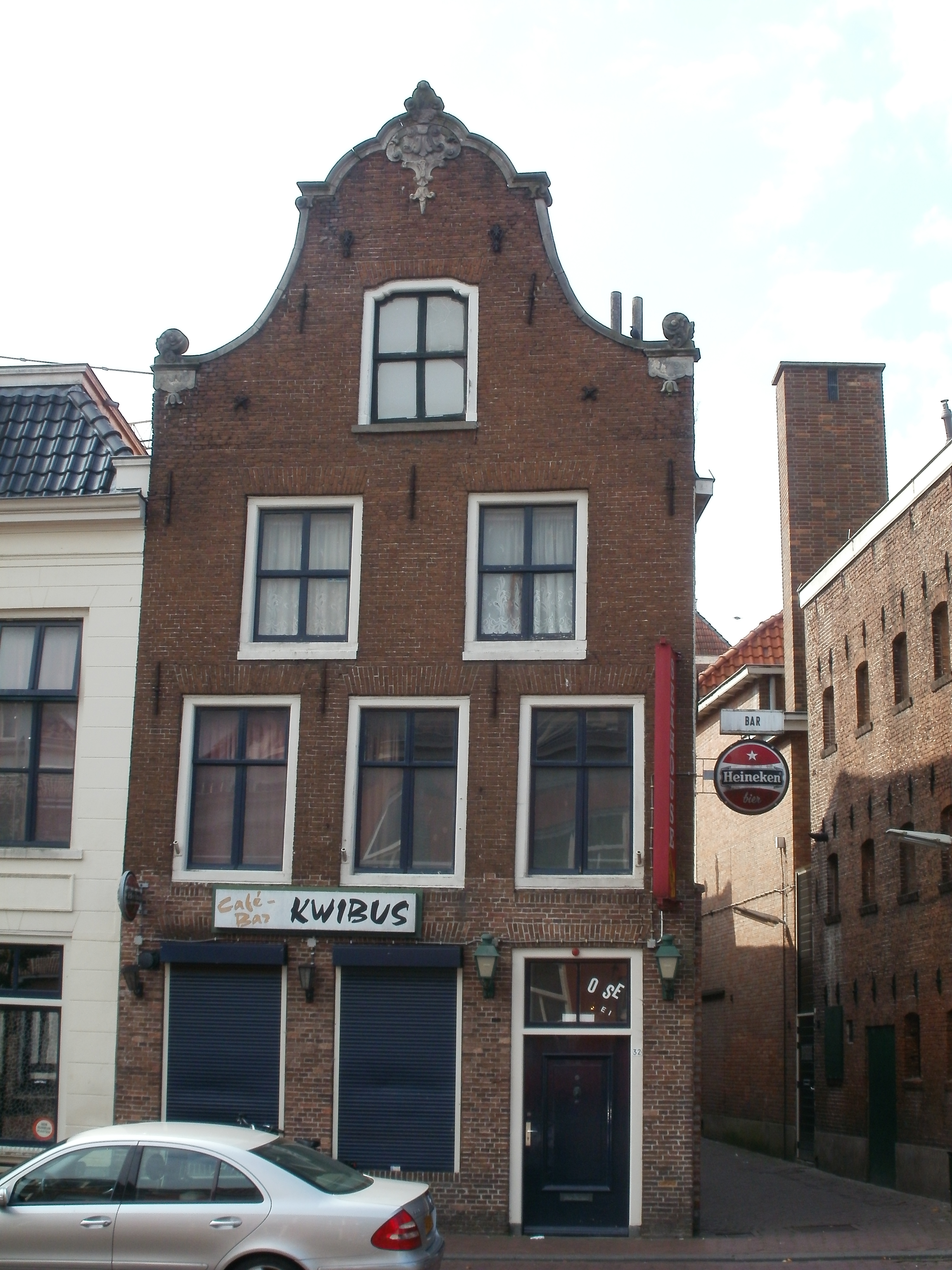
Weaze

De prostitutie in Leeuwarden vindt voornamelijk plaats in het prostitutiegebied op de Weaze. De raamprostitutie vindt hier plaats in de zijstegen aan de Weaze, een straat in de binnenstad van Leeuwarden die vrijwel centraal in het stadscentrum ligt aan de gelijknamige gracht.
De prostituees zitten achter de ramen in verschillende gebouwen in de steegjes. Toegang tot de meeste gebouwen is gratis.